# ローリー・ベスト
ローリー・ベスト(Rory FTB David Best  1984年8月15日 -)は、アイルランドのラグビーユニオン選手である。ポジションはフッカー。アイルランド代表の主将を務めている。

## タイトル
- アイルランド代表

シックスネーションズ優勝 - 4回(2009、2014、2015、2018)

グランドスラム (ラグビー)　-　2009、2018